# Ramses Userherchepesch
Ramses Userherchepesch war ein altägyptischer Schatzhausvorsteher der 20. Dynastie, der unter Ramses IV. diente.
Er stammte nach Peden möglicherweise aus dem Ausland und wird nur auf einer kleinen Fayence-Plakette erwähnt, auf der auch der Name von Ramses IV. steht. Er trägt die Titel: Großer Schatzhausvorsteher des Nordens und Südens, Wedelträger zur rechten Seite des Königs und Königlicher Sekretär des Herrn der Beiden Länder.